# 恩施站

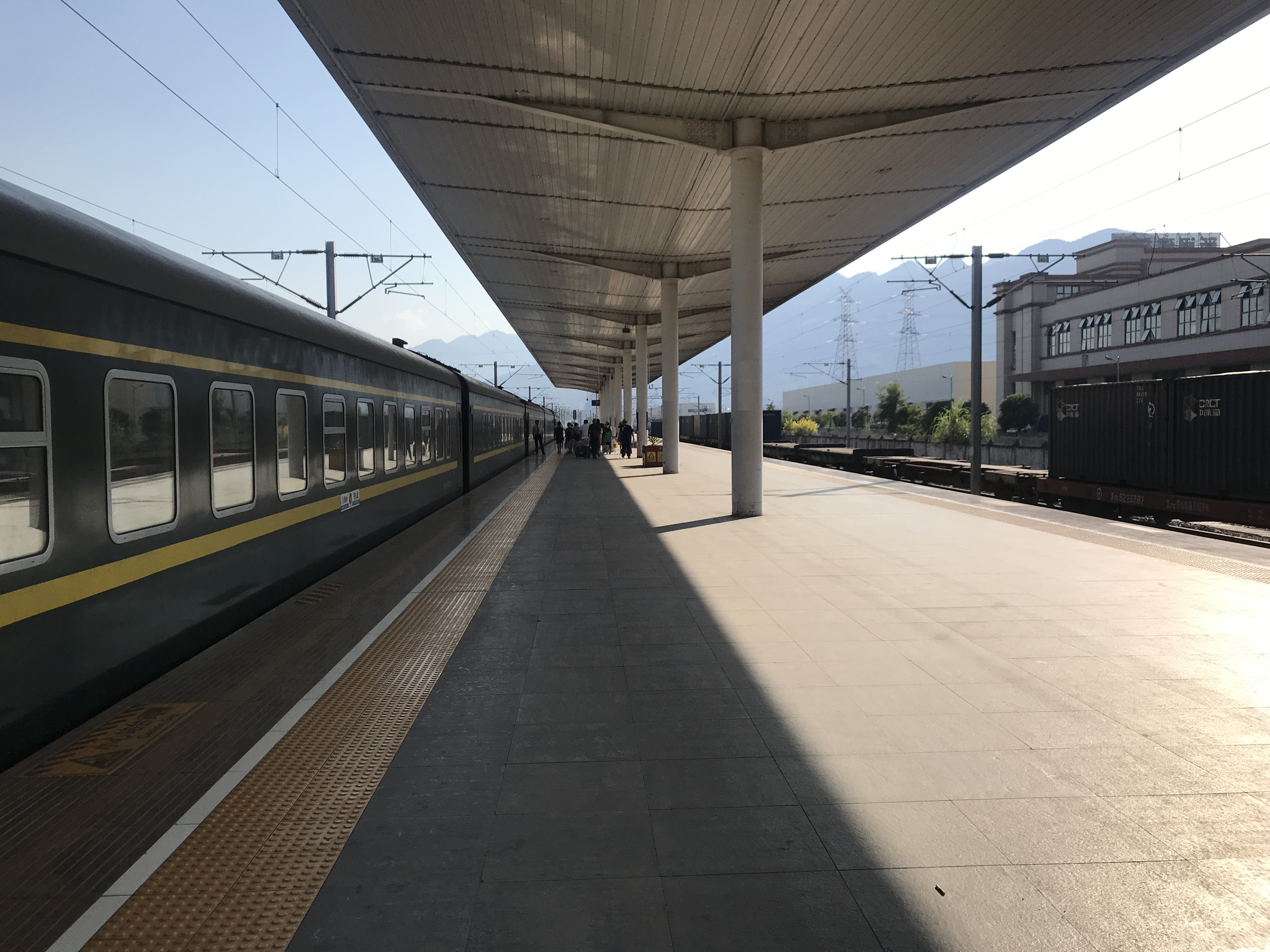
站台

恩施站，位于中华人民共和国湖北省恩施土家族苗族自治州恩施市舞阳坝街道，是宜万铁路上的火车站，建于2010年，由武汉局集团管辖。

## 車站周邊
- 恩运集团长途汽车站
- 鸿裕源酒店恩施火车站店
- 速8酒店恩施火车站店
- 恩施川南酒店
- 恩施市人力资源和社会保障局
- 恩施国际商贸城
- 康世道酒店
- 恩施市食品药品监管局

## 歷史
- 建于2010年。

## 外部連結
- 中国铁路客户服务中心 （页面存档备份，存于）